# (6624) 1980 SG
(6624) 1980 SG (1980 SG, 1953 RJ, 1970 AH) — астероїд головного поясу.
Тіссеранів параметр щодо Юпітера — 3.469.